# فراسنین
| سامانه   | ردیف      | اشکوب    | میلیون سال پیش |
| -------- | --------- | -------- | -------------- |
| کربونیفر | میسیسیپین | تورنیسین | → پیش از آن    |
| دوونین   | بالا      | فامنین   | ۳۵۸٬۹–۳۷۲٬۲    |
| دوونین   | بالا      | فراسنین  | ۳۷۲٬۲–۳۸۲٬۷    |
| دوونین   | میانه     | گیوتین   | ۳۸۲٬۷–۳۸۷٬۷    |
| دوونین   | میانه     | ایفلین   | ۳۸۷٬۷–۳۹۳٬۳    |
| دوونین   | زیرین     | امسین    | ۳۹۳٬۳–۴۰۷٬۶    |
| دوونین   | زیرین     | پراگین   | ۴۰۷٬۶–۴۱۰٬۸    |
| دوونین   | زیرین     | لوخکووین | ۴۱۰٬۸–۴۱۹٬۲    |
| سیلورین  | پریدولی   | پریدولی  | → پس از آن     |

فراسنین (انگلیسی: Frasnian) یکی از دو اشکوب از دور دوونین پسین است که بازه زمانی از ۳۸۲٫۷ تا ۳۷۲٫۲ میلیون سال پیش را در بر می‌گیرد. این اشکوب پس از ژیوتین و پیش از فامنین جای می‌گیرد.
پدید آمدن بخش عمده ساختارهای مرجانی به‌ویژه در غرب کانادا و استرالیا طی اشکوب فراسنین انجام شد. بر روی خشکی‌ها نخستین جنگل‌ها شکل گرفتند. در آمریکای شمالی کوهزایی آنتلر و کوهزایی تاکونیک باعث تشکیل قله‌ها شدند که هم‌زمان با کوهزایی واریسکی در اروپا است.